# Neozoraida silvicola
Neozoraida silvicola är en insektsart som först beskrevs av Van Stalle 1988.  Neozoraida silvicola ingår i släktet Neozoraida och familjen Derbidae. Inga underarter finns listade i Catalogue of Life.